# Canyon Box Elder
Le canyon Box Elder est un canyon situé sur le versant ouest des monts Wellsville, une branche de la chaîne Wasatch dans les montagnes Rocheuses dans l'État de l'Utah, aux États-Unis.

## Description
La vallée a été créée par une rivière préhistorique qui coulait comme affluent dans le bassin principal de l'ancien lac Bonneville, émergeant à l'est de l'actuelle Brigham City. L'embouchure ouest ou inférieure du canyon Box Elder est située à environ 90 km au nord de Salt Lake City via l'Interstate 15 et la U.S. Route 91 (US‑91). Les routes nationales communes de la US Route 89 (US-91) et de l'US-91 se rejoignent au 1100 South Main Street à l'ouest et entrent dans le canyon Box Elder à 3,2 km à l'est du centre-ville de Brigham.
En plus de l'US‑89/US‑91, le canyon Box Elder contient également le Box Elder Creek, qui coule vers l'ouest depuis le réservoir de Mantua, un bassin de retenue d'eau de taille moyenne créé en 1961 grâce à la construction d'un barrage en terre à l'embouchure supérieure du canyon, adjacent à la petite communauté agricole de Mantua. Depuis Mantua, l'US‑89/US‑91 entre dans Dry Canyon sur 4,8 km avant que les itinéraires combinés n'atteignent leur sommet au Sardine Summit (1 823 m). De là, l'autoroute pénètre dans une vallée de montagne connue sous le nom de Dry Lake avant de traverser Wellsville Canyon (appelé communément mais à tort « Sardine Canyon ») et d'entrer dans la Cache Valley à Wellsville.